# Meroé
Meroé (arabul: Meruwah és مروى Meruwi, ógörögül: Μερόη) ókori romváros Núbiában, a mai Szudánban a Nílus keleti partján, mintegy 200 km-re északkeletre Kartúmtól (é. sz. 16,936°, k. h. 33,710°16.936000°N 33.710000°E). A város romjai Kabushiya, a temetők pedig Begrawiyah falu közelében találhatóak. Az utóbbi nevet szintén használják a lelőhelyre. Meroé a Kr. e. 8. – Kr. u. 4. század között létező Kusita Királyság egyik legfontosabb központja, majd a meroitikus kor alatt fővárosa volt. A Meroé név az ókori földrajzi forrásokban (Sztrabón, Idősebb Plinius) gyakran szerepel Meroé-sziget formában egy területi egység neveként, amely valószínűleg azonos a mai Butánával, a Nílus és az Atbara folyó által határolt területtel.

## Meroé története

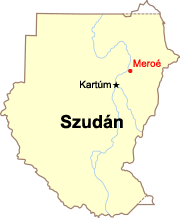

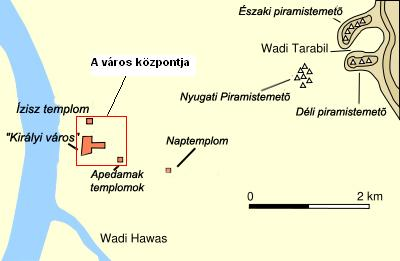
A város és környékének térképe

Meroé városa legkésőbb a Kr. e. 8. század óta lakott terület volt. A településtől keletre feltárt legkorábbi temetkezések arról tanúskodnak, hogy a terület lakossága kulturális egységet alkotott a felemelkedő Napata Királyságával (Kusita Királyság). Egyes elméletek szerint a Nílus 3. és 4. kataraktája között uralkodó kusita uralkodók rokonságban álltak a Meroé környéki törzsekkel, esetleg maguk is Butánából származtak.
A város szerepe a Napata-korszakban (Kr. e. 8. század – Kr. e. 280 k.) egyre jelentősebb lett, a Kr. e. 7. század végén uralkodó Aszpelta király korában már jelentős kőépületek és templomok álltak a városban. A Napata-korszak második felében Meroé már a többközpontú királyság egyik fő hatalmi centruma, a Kusita Királyság déli fővárosa volt. Az azonban a mai ismereteink szerint bizonyos, hogy a kusita uralkodók a Napata-korszak végéig Napatában és környékén temetkeztek. Meroé Nyugati temetőjében feltárt temetkezések ugyanakkor arról tanúskodnak, hogy számos királyi családtag és főtisztviselő választotta végső nyughelyéül a város határában fekvő nagy kiterjedésű piramistemetőt.
Fontos változás következett be a Kr. e. 3. század elején, amikor a kusita állam új korszaka, az úgynevezett Meroitikus Királyság kora (meroitikus kor) kezdetén Arkamaniqo király az első királyi piramist emeltette a várostól keletre, a Déli Piramistemetőben.
A meroitikus korban a város területén nagy kő- és téglatemplomok, királyi paloták álltak. A régészeti feltárások során vasmegmunkáló, kerámiakészítő és a legkülönfélébb kézművességgel foglalkozó műhelyek maradványaira bukkantak.
A Meroitikus Királyság és a város hanyatlása a Kr. u. 4. századra következett be.
A 20. század elején végzett feltárások során több akszúmi királyi győzelmi felirat töredéke került elő itt, ami az mutatja, hogy az etióp uralkodók többször elfoglalták a várost a 300-as évek első felében. Az utolsó ismert királyi piramistemetkezés szintén a 4. század közepére datálható.

## Kutatástörténete

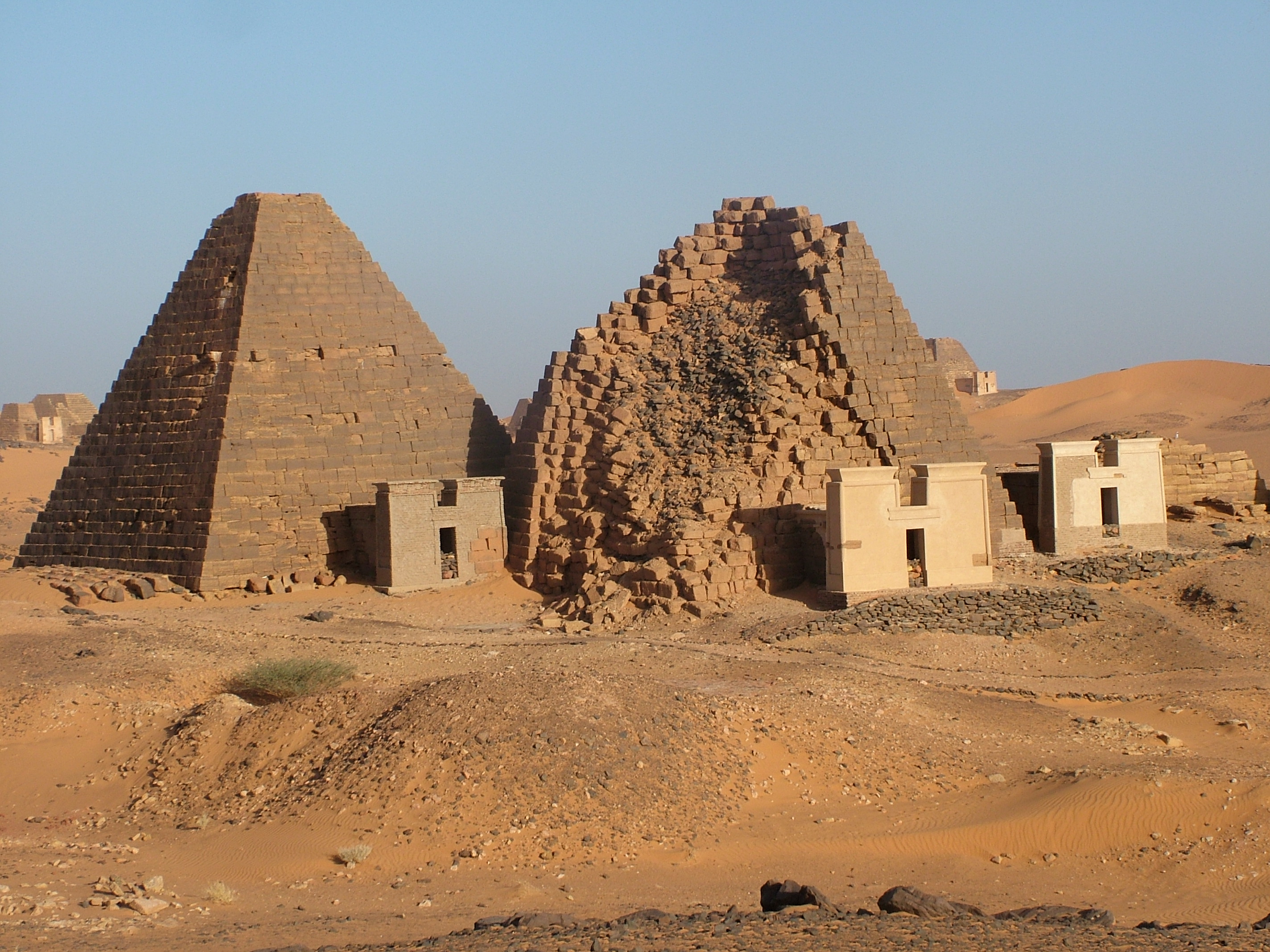
A Déli piramistemető, Arkamaniqo király temetkezésével

A település romjait 1772-ben fedezte fel újra James Bruce, és azonosította Meroé ősi városával.
Frédéric Cailliaud 1821-ben jelentette meg núbiai utazásainak tapasztalatait, és írta le többek között a város közelében található piramistemetőt. Sajnos ez a beszámoló több kincsvadász figyelmét is felkeltette, amelynek eredményeképpen az olasz kalandor Giuseppe Ferlini rablóásatásokba kezdett a királyi temetőben. Az eredmény Amanishakheto királynő (Kr. e. 1. század) fantasztikus aranykincsének előkerülése és a királyi piramisok lerombolása volt.
1842–1845 között Carl R. Lepsius porosz expedíciója végzett részletes műemléki felmérést a városban, amelynek eredményeképpen számos, mára már megsemmisült vagy súlyosan megrongálódott relief ábrázolása maradt fent az utókor számára, a temetők halotti kápolnáiból. E.A.W. Bruce 1903-ban további ásatásokat folytatott a királyi temetőkben meglehetősen durva módszerekkel.

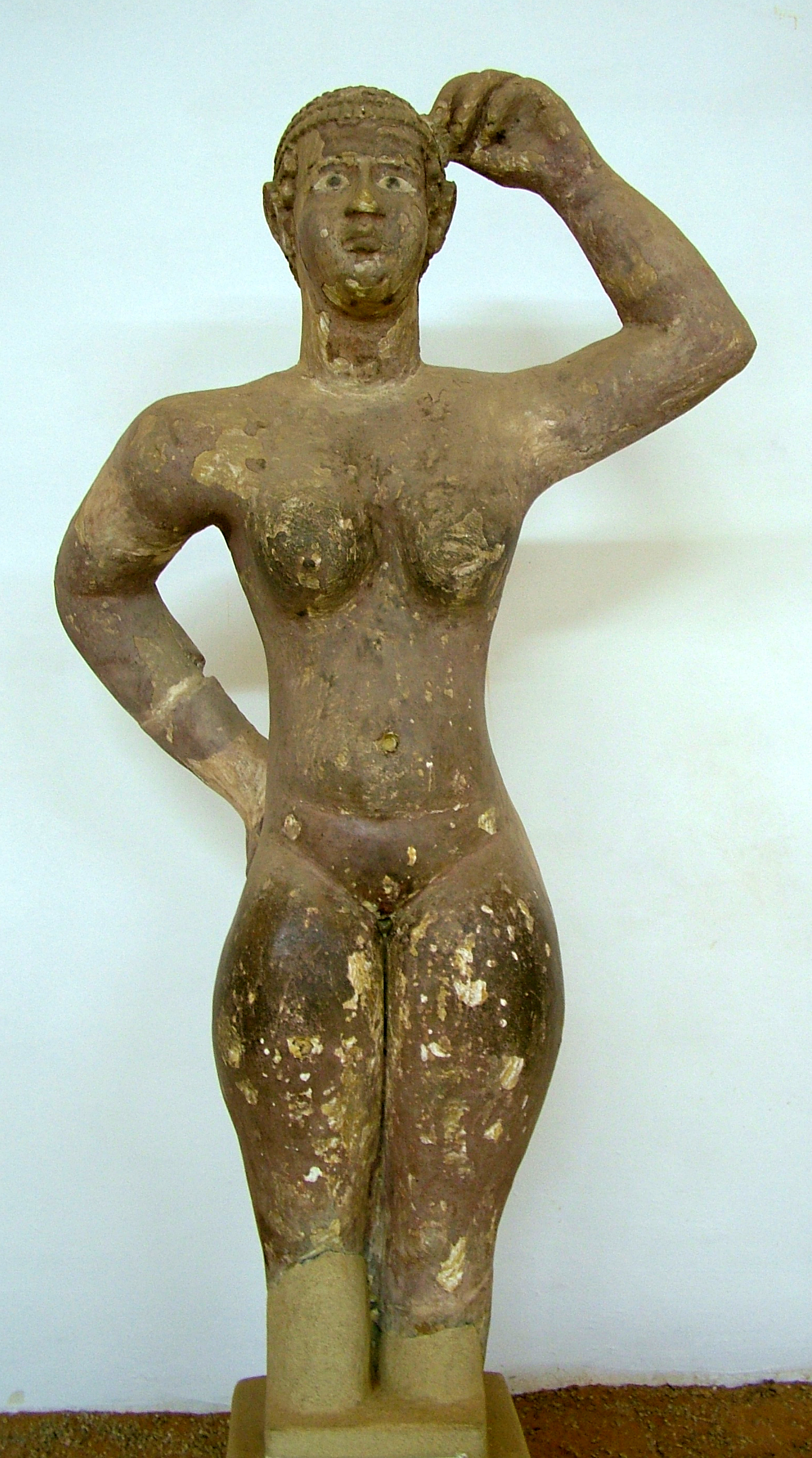
Meroitikus szobor a Víziszentélyből

A település romjait csak 1909-ben fedezte fel újra A. H. Sayce, akinek tanácsára John Garstang a Liverpooli Egyetem Régészeti Intézetének professzora, nagy léptékű ásatásokba kezdett még ebben az évben. Garstang öt szezonban folytatott ásatásokat 1909 és 1914 között.
A munkamódszeréről érdemes megemlíteni, hogy a korban egyáltalán nem egyedülálló módon, a munkavezetőként alkalmazott mintegy 25-40 egyiptomi tapasztaltabb szakmunkás mellett 300-500 helyi kubikussal dolgozott egyszerre.
Az ásatások során főleg a város központi részén és a monumentális kőépítményeknél, elsősorban a templomoknál folytak feltárások. Sajnos Garstang az első világháború miatt félbeszakadt ásatásainak eredményeit mindössze rövid előzetes jelentésekben és egy kis könyvben jelentette meg, azonban a végső publikáció soha sem született meg. A fennmaradt ásatási dokumentáció alapján Török László 1997-ben publikálta Garstang feltárásainak még rekonstruálható eredményeit.
1920 és 1924 között George Andrew Reisner tárta fel a piramistemetkezések jelentős részét.
1965 és 1984 között Peter L. Shinnie a Calgaryi Egyetem és a Kartúmi Egyetem közös projektje keretében végzett feltárásokat a város területén.
Az Északi és a Déli piramistemető, a Naptemplom műemléki felmérését, és konzerválási munkálatait, Frederich Hinkel vezette német régész és építészcsoport végezte az 1980-as és 1990-es években. A német ásatások napjainkig tovább folytatódnak a város területén, elsősorban a Víziszentélyben.

## A város helyrajza

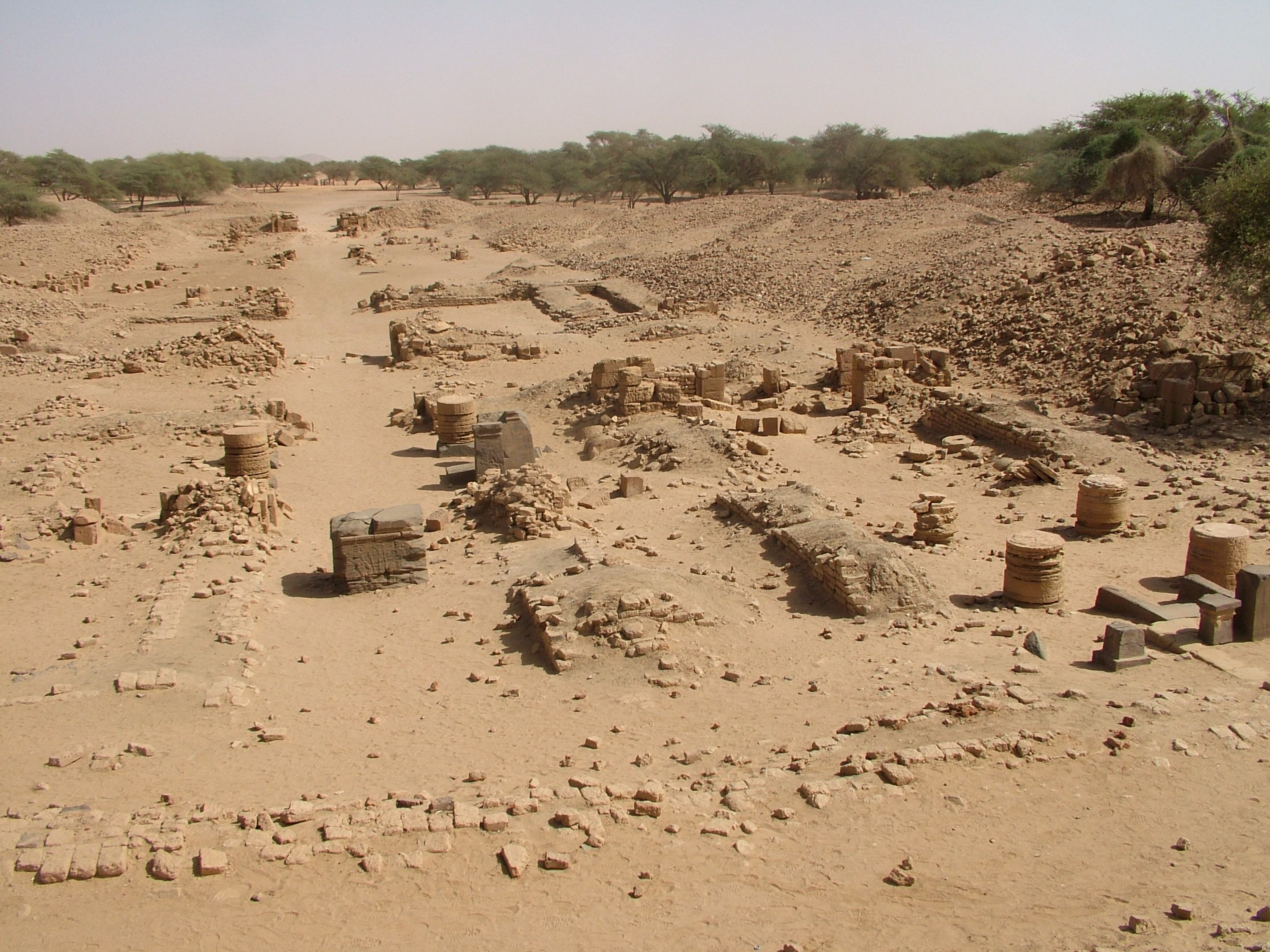
A nagy Ámon-templom

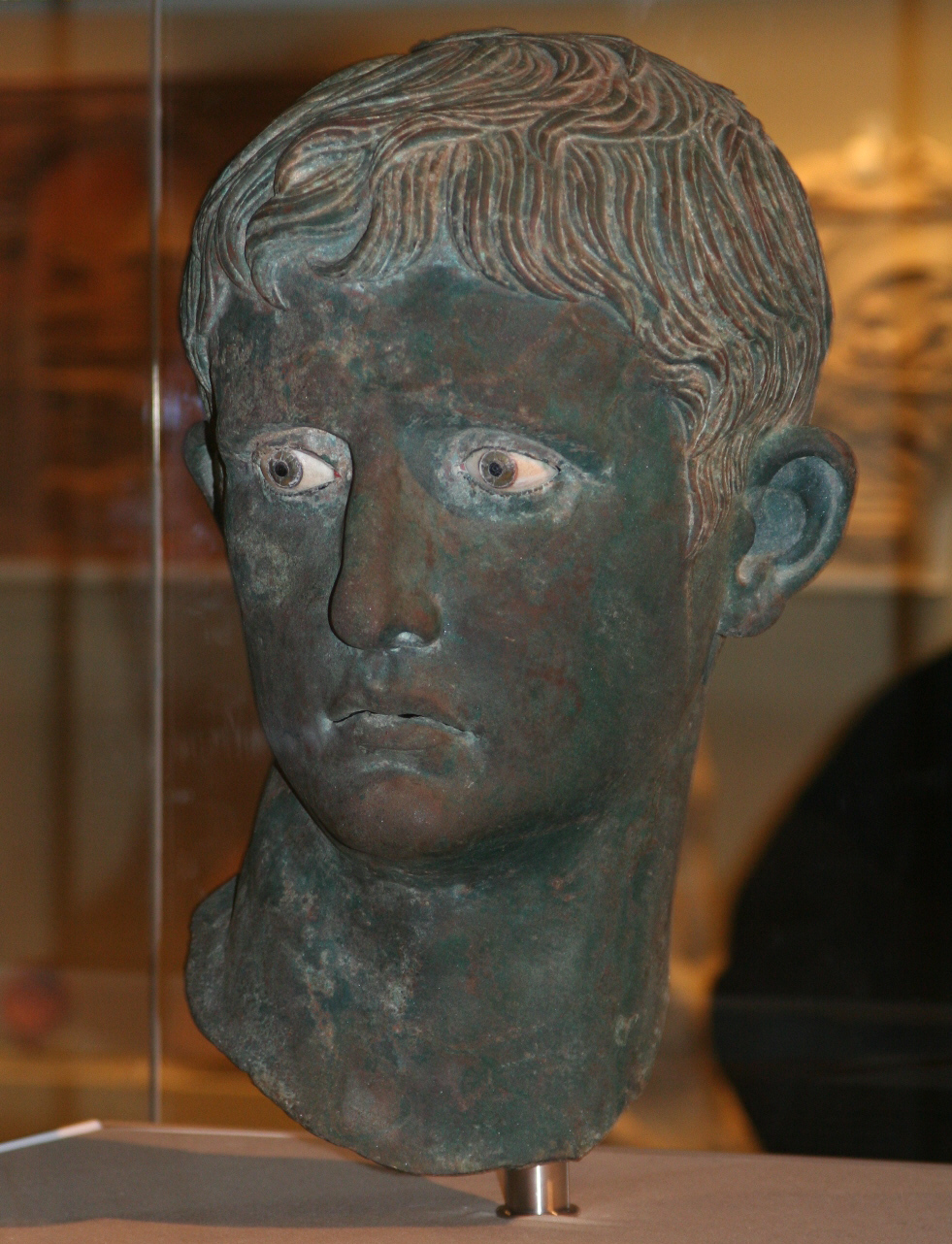
Augustus császár az egyik szentélyben elásott szoborfeje

A település eredetileg a Nílus parti dombokon emelkedett, amelyeket legalábbis az esős időszakban és a Nílus áradásainak idején folyó mellékágak és csatornák választottak el egymástól. A város központi és az ásatások eredményeképpen legismertebb részét, a kőfallal körülvett „királyi” városrész a „Great Enclosure” alkotja. A falakon belül Garstang számos pompás palotát, több templomot és szentélyt tárt fel.
A királyi város talán leghíresebb épülete az úgynevezett „Királyi fürdő” (M94, 194, 195), amely valójában egy nagy négyszögletes medencét is tartalmazó épületkomplexum. A Nílussal csatornákkal összeköttetésben álló medence szélét festett szobrok díszítik. A medence alján Garstang ásatásai során számos különleges meroitikus kőszobrot tártak fel, amelyeket az építmény felhagyása után rejtettek ide.
A Víziszentélyként interpretált építmény legvalószínűbb, hogy olyan szakrális központ lehetett, amely a Nílus áradásakor kapott különleges szerepet. Ilyenkor a folyó vize megtöltötte a medencét és ez a királyság termékenységét is jelképezte. A szobrászati díszeket a Ptolemaiosz-kori alexandriai művészeti emlékekkel való összevetés alapján a királyi őskultusszal hozzák összefüggésbe.
A királyi városrész számos szentélyének egyikében Augustus császár elásott bronz szoborfeje is előkerült. A valószínűleg a Kr. e. 1. század utolsó évtizedeiben Alsó-Núbiából hadizsákmányként elrabolt szoborfejet, minden valószínűség szerint ártó mágikus szertartások keretében áshatták el rituálisan.
A „királyi városrésztől” keletre két nagy kiemelkedésen, az Északi és Déli dombon húzódnak a város mindeddig alig kutatott lakó- és kézművesnegyedei.
A nagy kerítőfal keleti oldalán emelkedik, a város nagy kelet nyugati tájolású központi Ámon-templom (M260), amely a Kr. e. 3. században épült.
Az Ámon-templomtól induló Kelet-Nyugati felvonulási út mentén, arra merőlegesen számos kisebb szentély épült a Meroitikus korban. Ettől délre egy hatalmas palota komplexum található (M750).
A Déli domb keleti részén két Meroitikus korban épült, minden valószínűség szerint Apedemak oroszlánistennek szentelt templom áll (M6, M70).
A „királyi városrésztől” mintegy 300 méterre északra egy másik Ízisz szentélynek nevezett templom emelkedik (M600).
A város központjától mintegy 1 km-re délnyugatra fekvő templomkomplexum, valószínűleg Nap templomként azonosítható (M250).

## A temetők

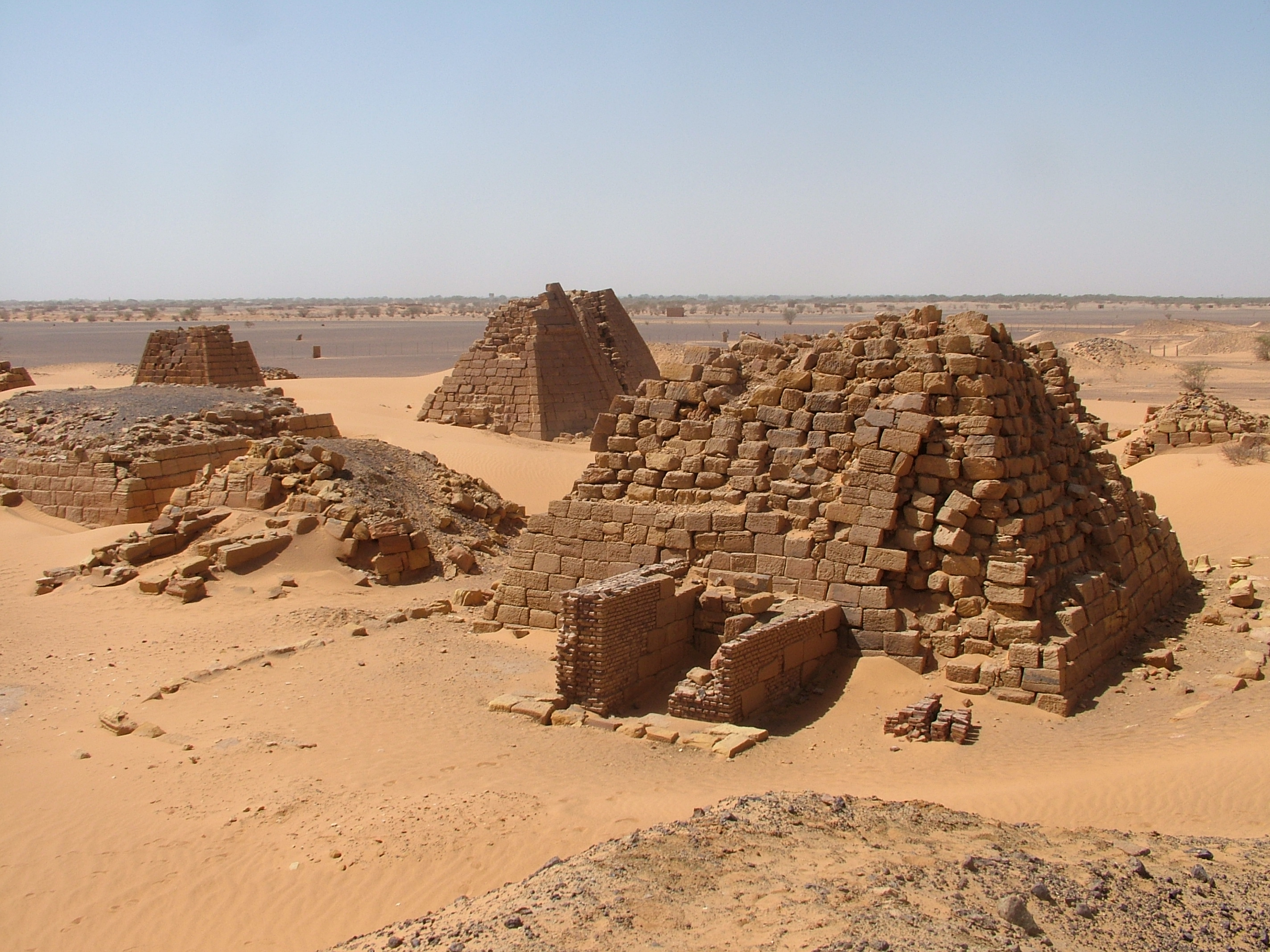
A Nyugati Piramistemető

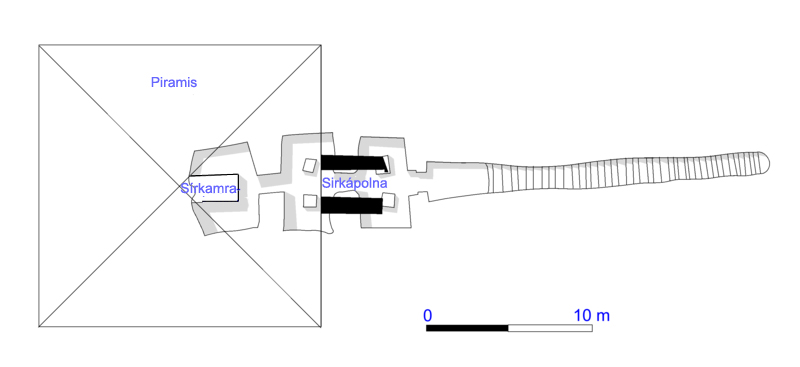
Egy királyi piramisépítmény alaprajza (BegN17)

A várostól keletre, több nagy kiterjedésű, tumulusz – és piramistemető húzódik ezek közül a legtávolabbi a két királyi temető, az Északi és a Déli piramistemető („Begrawiyah North” és „Begrawiyah South”).
Számos további piramis található, az előkelők számára nyitott Nyugati temető (Begrawiyah West). Három további nagy sírcsoport található még a város környékén az úgynevezett Északi, Déli és Középső nekropolisz („Northern”, „Southern” és „Middle Necropolis”).
A meroitikus királyi piramisok alatt egy vagy több helyiség található holttestnek és a sírmellékleteknek, amelyet a temetések után lezártak és csak ezután épülhetett meg a felépítmény. A piramisokhoz, keleti oldalról halotti kápolna csatlakozik, amelyet pülón zár le. A kápolna falait reliefek borítják, amelyek belső oldalán központi szerepet kap az oroszlános trónon ülő uralkodó, aki számára gazdag áldozatokat mutatnak be. A kápolna nyugati fala előtt közepén kőből faragott áldozati tábla feküdt, amelyre a halott teljes titulatúráját írták fel és gyakran jelent meg rajta italáldozatot bemutató Ízisz és Anubisz alakja. A kápolnák falain mind egyiptomi hieroglif, mind meroitikus hieroglif, mind kurzív meroitikus feliratok megtalálhatóak.